# Штадткиль
Штадткиль (нім. Stadtkyll) — громада в Німеччині, розташована в землі Рейнланд-Пфальц. Входить до складу району Вульканайфель. Складова частина об'єднання громад Обере-Киль.
Площа — 20,78 км2. Населення становить 1511 ос. (станом на 31 грудня 2020).

## Галерея

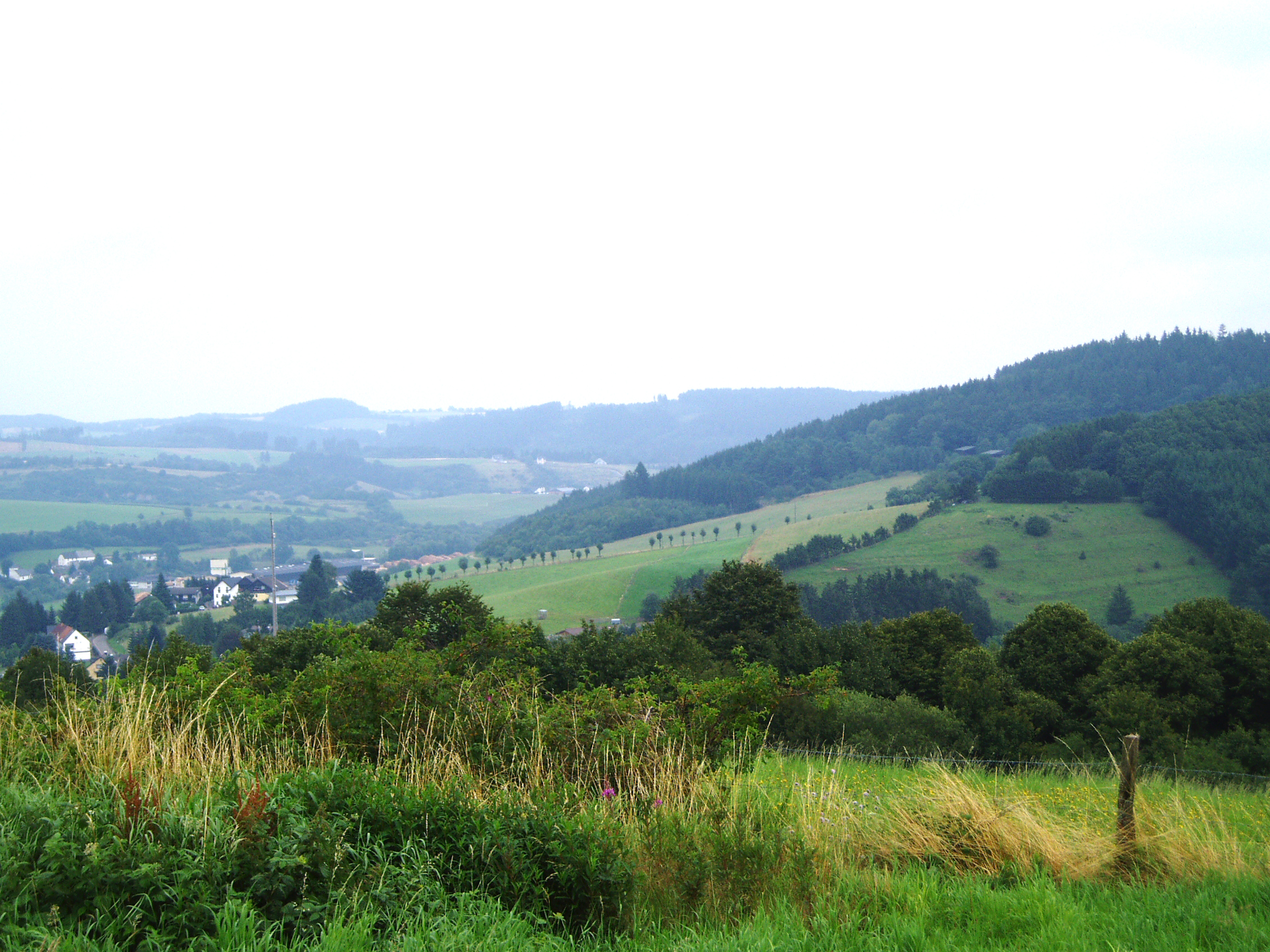
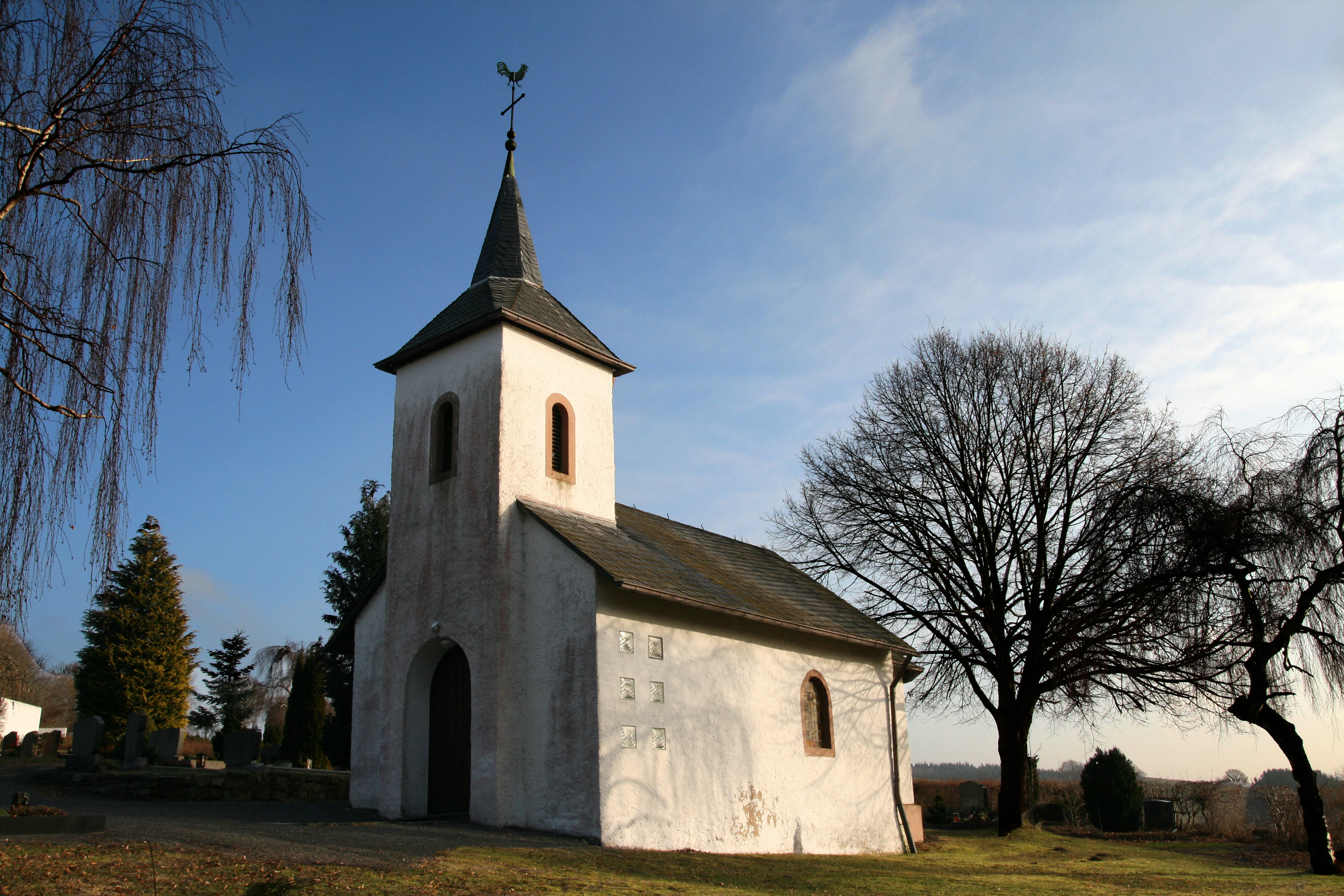